# Loi rwandaise du 22 août 2018 relative au crime d’idéologie du génocide et infractions connexes
Lire en ligne

??

La loi n° 84/2013
La loi n° 59/2018 du 22 août 2018 relative au crime d’idéologie du génocide et infractions connexes réprime toute expression publique niant, minimisant, justifiant ou glorifiant le génocide, ainsi que les atteintes à la mémoire et aux restes des victimes ; elle succède à la loi n° 84/2013 et renforce le cadre pénal rwandais dans le respect des conventions internationales.

## Historique et contexte
Adoptée par le Parlement rwandais et promulguée le 22 août 2018, cette loi transpose la Convention pour la prévention et la répression du crime de génocide (1948) et complète le droit interne en matière de lutte contre l’idéologie du génocide, principalement celle visant les Tutsi.
Elle entre en vigueur à sa publication au Journal officiel, abrogeant la loi n° 84/2013.
Des initiatives existent dans d'autres pays en vue de sanctions des promoteurs d’idéologie de génocide,,,.

## Dispositions principales

### Champ d’application
La loi s’applique à tout « acte public » (lieu rassemblant plus de deux personnes ou publication médiatique/numérique) relevant du génocide reconnu par l’ONU ou les tribunaux internationaux.

### Infractions visées
- Idéologie du génocide : appel à la destruction totale ou partielle d’un groupe protégé.
- Négation, minimisation, justification : déni du génocide, réécriture des faits, glorification.
- Atteintes à la mémoire et aux restes : profanation de lieux de mémoire, destruction de preuves, vol ou dégradation de restes humains.
- Violence à l’égard des survivants : harcèlement ou représailles fondées sur le statut de rescapé.

### Responsabilité des entités
Les personnes morales (sociétés, ONG, partis politiques) encourent les mêmes amendes que les personnes physiques ; la dissolution ou l’interdiction d’activité peut être prononcée.

### Sanctions
La loi sanctionne d'amendes et de prison l'idéologie, la négation, la minimisation, la justification, les atteintes aux vestiges et lieux mémoriaux et les vols/profanations de restes humains liés au génocide perpétré contre les Tutsi au Rwanda en 1994. 